# Tsewang Rabtan
Tseveen Ravdan (en mongol ᠴᠡᠸᠡᠩᠷᠠᠪᠳᠠᠨ, en cirílico mongol Цэвээнравдан) también conocido por los tibetanos como Tsewang Rabtan nacido en 1643 y muerto en 1727, fue un príncipe mongol del grupo choros-oirate (zúngaros) y Khong tayiji del kanato de Zungaria de 1697 a 1727. Provocó la guerra Zúngaro-Qing (1687 - 1757), que terminó en 1759 con el arresto de su nieto, Dawachi, por la masacre de los zúngaros y la conquista del territorio por la dinastía Qing, ayudada por los Mongoles Khalkha.

## Biografía
Tsewang Rabtan fue hijo de Sengge, un antiguo taiyiji de Khong que fue asesinado por su medio hermano, Galdan Boshugtu Khan. Estaba casado con la hermana de Lhazang Khan, príncipe Qoshot y rey del Tíbet.
Cuando Galdan Boshugtu Khan asesinó a su hermano en 1688, un lama le advirtió que, como hijo mayor de Sengge, podría sufrir el mismo destino. Luego huyó con siete personas al lago Zaysan (situado en el actual Kazajistán).
Mientras Galdan está ocupado atacando a los Khalkas (Mongoles del Este), reunió a muchos zúngaros bajo su bandera. A su regreso en 1689, Galdan trató de aplastar el ascenso de este último, pero en la victoria que siguió, Rabtan salió victorioso.
Rabtan contactó con el emperador manchú Shunzhi y le reveló los planes de Galdan. Tras la victoria del ejército Qing en la batalla de Jao Modo (60 km al oeste de la actual Ulán Bator), Rabtan bloqueó a Galdan en Hovd en 1696.
Ascendió al trono para reemplazar a Galdan Boshugtu Khan a su muerte en 1697. Luego extendió su territorio a Siberia, Mongolia occidental y todo el Xinjiang oriental actual, con la excepción de Hami.
Necesitaba consolidar la situación en Tarbagatai y en el Ili. Puso su capital en Kouldja y dejó la ciudad de Imil a su hermano Tseren Dondov.
Casó a su hija, Boitalak (博託洛克), con Danjung (丹衷), el hijo mayor de Lhazang Khan, en 17143. Danjung murió en 1717, probablemente a manos de Tsewang Rabtan, y su hija se vuolvió a casar con un príncipe taisha de Khoid, dio a luz a Amoursana (1723 - 1757), criado para convertirse en kan de Zungaria.
Su hermano Tseren Dondov, acompañado de 6000 hombres, conquistó Lhasa y mató a Lkhazan Khan. En la batalla del río Salween, en septiembre de 1718, derrotó a los manchúes de la dinastía Qing, pero estos recuperaron Lhasa el 24 de septiembre de 1720, bajo el reinado de Kangxi, y devolvieron el trono a Kelzang Gyatso, el séptimo Dálai Lama, el 16 de octubre.
En una carta al emperador manchú, dijo que tenía la misma visión, prefiriendo la paz en el Tíbet, donde intervino contra las actividades heréticas inmorales de los monjes rivales a la Secta del Capuchón Amarillo (Gelug) y las acciones opresivas de Lazang Kan. Destruyó la secta roja (Karmapa), que se había desviado del camino y se apoderó de la esposa y los hijos de Lazang Khan.
A partir de 1720, las relaciones comerciales entre el kanato de Zungaria y el Imperio ruso florecieron durante 30 años.
Tsewang Rabtan murió en 1727. Se dice que fue asesinado por lamas que lo culparon de la devastación que causó en el Tíbet en 1717-1720 durante su reinado.
Su hijo mayor, Galdan Tseren, le sucedió.